# 플라이퀘스트
플라이퀘스트(FlyQuest)는 미국의 리그 오브 레전드 프로게임단이다.

## 연혁
- 2017년 1월 6일 : FlyQuest 창단

## 주요 성적
- 리그 오브 레전드 챔피언십 시리즈 2021 락인 8강
- 리그 오브 레전드 챔피언십 시리즈 2021 스프링 8위
- 리그 오브 레전드 챔피언십 시리즈 2021 서머 9위
- 리그 오브 레전드 챔피언십 시리즈 2022 락인 8강
- 리그 오브 레전드 챔피언십 시리즈 2022 스프링 6위
- 리그 오브 레전드 챔피언십 시리즈 2022 서머 6위
- 리그 오브 레전드 챔피언십 시리즈 2022 챔피언십 7위

## 같이 보기
- 리그 오브 레전드 챔피언십 시리즈(LCS)